# Bjørnstjerne Bjørnson
(Motivazione del Premio Nobel)
Bjørnstjerne Martinus Bjørnson (Kvikne, 8 dicembre 1832 – Parigi, 26 aprile 1910) è stato un poeta, drammaturgo e scrittore norvegese.
Sul piano artistico concorse, assieme ad Henrik Ibsen, alla nascita della moderna drammaturgia norvegese e scandinava. La sua grandezza fu siglata dal Premio Nobel per la letteratura nell'anno 1903.

## Biografia
Björnstjerne Björnson nacque l'8 dicembre 1832 a Kvikne, un piccolo paese della regione montuosa dello Osterdal, dove trascorse i primi anni della sua infanzia poiché, a meno di cinque anni si trasferì con la famiglia a Nesset, nel Romsdal, dove il padre Peter Björnson era parroco evangelico. 
Si formò studiando a Molde e poi a Oslo. Non riuscì a concludere i suoi studi universitari e subito dopo il suo ritiro si impegnò nel giornalismo e nella letteratura. Grazie ad un soggiorno a Copenaghen approfondì e assimilò il pensiero e le opere di Kierkegaard. Una volta rientrato a Cristiania, nel 1857 si attivò per fondare il periodico "Il giornale popolare illustrato" (Illustrerte FolkBladet). Lo stesso anno venne nominato direttore dapprima del teatro di Bergen e poi in quello di Oslo, e inoltre pubblicò la sua prima raccolta di novelle intitolata Synnøve Solbakken.
Dal 1860 al 1863 viaggiò e soggiornò lungamente all'estero, in America, in Francia, in Germania e in Italia.
La sua prima fase artistica si contraddistinse per un marcato romanticismo oltre alla tematica ricorrente del mondo rurale. Alcuni dei suoi drammi furono ambientati in epoche precedenti, come ad esempio Mellem Slagene ("Tra una battaglia e l'altra"), composto nel 1855, i cui scenari risalirono fino al XII secolo.
Tra le sue varie opere maggiormente significative, uscirono nel 1870 Digte og Sange (Poesie e Canzoni) che contenne l'inno nazionale norvegese intitolato "Si, noi amiamo questo paese" (Ja, vi elskerdette landet) ed il ciclo epico Arnljot Gelline.
Nella sua seconda fase, dal 1864 al 1879, Bjørnson si avvicinò a problematiche sociali, alla posizione radical-liberale, e alla focalizzazione della borghesia come argomento di indagine. In questo periodo compose soprattutto drammi, commedie e romanzi, tra i quali si segnalarono il dramma sociale, Leonarda (1879), che innescò polemiche e dibattiti, la commedia satirica Det nye System ("ll nuovo sistema"), il dramma mistico-simbolico Øver Ævne, I ("Oltre le Forze") che riscossero un buon successo.
Un'ulteriore tematica che interessò lungamente Bjørnson fu quella inerente all'adozione di una lingua nazionale letteraria norvegese distinta dal dansk-norsk ("danese-norvegese"), che fino a quel momento la maggior parte degli autori del suo paese utilizzava. A tal proposito, lo scrittore effettuò una serie di sperimentazioni linguistiche.
Negli ultimi anni della sua vita si occupò intensamente sia della questione agricola, resa problematica da una gestione non perfetta delle terre coltivabili, sia del caso Dreyfus, schierandosi apertamente a favore della sua innocenza.
Dal temperamento focoso e dall'attivismo energico, Bjørnson ebbe una grande influenza sulla vita sociopolitica del suo paese: sostenne l'autonomia della Norvegia e contrastò l'unione con la Svezia e criticò le istituzioni monarchiche ed ecclesiastiche. Dalle sue opere, sono stati tratti diversi film e adattamenti televisivi.

## Opere
- 1857 Synnøve Solbakken; Mellem Slagene (Fra le battaglie)
- 1858 Halte Hulda (Hulda la Zoppa); Arne
- 1859-1860 En Glad Gut (Un Ragazzo Allegro)
- 1860 Smaastykker ( )
- 1861 Kong Sverre (Re Sverre)
- 1862 Sigurd Slembe (Sigurd il Violento)
- 1864 Maria Stuart i Skotland
- 1865 De Nygifte (Gli Sposini)
- 1868 Fiskerjenten (La Pescatrice)
- 1870 Digte og Sange (Poesie e Canzoni)- Arnljot Gelline
- 1872 Sigurd Jorsafar
- 1873 Brudeslaatten ( )
- 1874 Redaktøren (Il Giornalista)
- 1875 En fallit (Un Fallimento)
- 1877 Kongen (Il Re) - Magnhild
- 1879 Kaptejn Mansana (Capitan Mansana) - Leonarda - Det Ny System
- 1882 Støv (Polvere)
- 1883 En Hanske (Un Guanto) - Øver Ævne, I (Oltre le Forze, I)
- 1884 Det Flager I Byen Og Paa Havnen ( )
- 1885 Geografi Og Kjaerlighed (Geografia e Amore)
- 1889 Paa Guds Veje (Per le Vie del Signore)
- 1894 Nye Fortaellinger (Nuovi Racconti)
- 1895 Lyset; Øver Ævne, II (Oltre le Forze, II)
- 1898 Paul Lange og Tora Parsberg (Paul Lange e Tora Parsberg)
- 1901 Laboremus
- 1902 Paa Storhove ( )
- 1904 Daglannet ( )
- 1906 Mary
- 1909 Naar Den Ny Vin Blomstrer (Quando Fiorisce il Vino Nuovo)
- 1910 Arhundredernes Legende ( )

## Filmografia
- Synnöve Solbakken, regia di John W. Brunius (1919)
- Wenn der junge Wein blüht , regia di Carl Wilhelm (1927)